# Mambassa (gioco)
Mambassa è un gioco di carte semplice che prende il suo nome dal noto modo di dire “fare mambassa” (accaparrarsi tutto). 
Molto probabilmente ispirato al Trentuno e alla Petrangola, si è diffuso maggiormente nel litorale marchigiano, ma è presente una nutrita cerchia di giocatori anche a Castellammare di Stabia. 
Si gioca soprattutto nel periodo natalizio fra parenti e amici.

## Regole del gioco

### Il mazzo  e il numero di giocatori
Si gioca normalmente con un mazzo da 40 carte regionali. In mancanza delle carte italiane è possibile utilizzare anche quelle francesi togliendo gli otto, i nove, i dieci e i jolly.
Il numero di giocatori può arrivare fino ad un massimo di otto.

### Scopo del gioco
È un gioco ad eliminazione. Al termine della partita un solo giocatore vincerà l'intera posta in palio (piatto). Infatti per ogni mano di gioco chi possiede il punteggio più basso perde uno dei suoi gettoni che va ad incrementare il Piatto.

### Valore delle carte e delle combinazioni
Gli assi valgono 11 punti, le figure (fante, cavallo e re) valgono 10 punti, le restanti carte hanno il loro stesso valore nominale (il due vale 2 punti, il tre 3 punti e così via).
- La combinazione con il valore più alto è Mambassa, ovvero quattro assi (44 punti).

- Segue il Quarantuno, ovvero fante, cavallo, re ed asso, tutti dello stesso seme (41 punti).

- La Quartina, ovvero quattro carte uguali . (40 punti)

- La Scala lunga, ovvero quattro carte dello stesso seme in sequenza. (39,5 punti)

- Il Tris, ovvero tre carte dello stesso valore. (39 punti)

- La scala corta, ovvero tre carte dello stesso seme in sequenza. (38,5 punti)

In mancanza di queste combinazioni il punteggio verrà ricavato dal massimo punteggio ottenibile dalla somma del valore di tutte le carte di un solo seme. Il massimo totalizzabile in questo modo è 38 (sette, fante, re ed asso, tutti dello stesso seme).

#### Casi particolari
- In caso di parità tra più quartine o più tris verrà considerata più alta la combinazione con il valore nominale più basso, quindi l'asso(1) batterà il due(2), il due batterà il tre(3) e così via.

- In caso di parità tra più scale corte o più scale lunghe, verrà invece considerata più alta la sequenza contenente le carte di valore più alto, quindi la scala corta che termina con re ed asso varrà più di quella che termina con cavallo e re e così via.

In caso di ulteriore parità tra scale verrà preso in considerazione il rango dei semi che è, in ordine decrescente: denari, spade, coppe, bastoni (o cuori, quadri, fiori, picche, nel caso si giochi con carte francesi).

### Puntate iniziali
Inizialmente ogni giocatore prepara davanti a sé quattro puntate che avranno un valore concordato precedentemente (ad esempio potrebbero essere quattro monete da 50 centesimi), ma ciascuno dovrà subito porne una nel "Piatto". Le altre tre puntate rappresentano le tre vite da difendere durante il gioco. Chi le perde tutte e tre esce dal gioco procedendo ad eliminazione. L'ultimo rimasto vince la partita e "il piatto".

### Individuazione del mazziere
È sempre consigliabile procedere nel modo seguente: ogni giocatore alza il mazzo scoprendo una carta e colui che ha la carta più alta fa appunto il mazziere nella prima mano. Ad ogni mano successiva il ruolo passa al giocatore a fianco, in senso antiorario.

### Distribuzione delle carte
Il mazziere, mischiate le carte, fa "tagliare" il mazzo dal giocatore alla sua sinistra dopodiché, in senso antiorario, dà quattro carte coperte a ciascun giocatore compreso se stesso. Senza prendere visione delle sue carte prende le quattro superiori fra quelle non distribuite; attento a non farle vedere agli altri giocatori, le guarda e decide (sempre senza aver visto la sua dotazione) se tenerle al posto delle quattro che si era dato oppure rifiutarle. Nel primo caso scoprirà le quattro carte della sua dotazione iniziale e le collocherà scoperte al centro del tavolo messe in fila, ben visibili a tutti, e “busserà” tenendo in mano, coperte, le ultime quattro carte prese dal mazzo; nel secondo caso scoprirà e metterà al centro, sempre in fila e ben visibili, le ultime quattro carte pescate dal mazzo e terrà quelle in sua dotazione originariamente. Posizionerà poi di fianco il mazzo con le restanti carte.

### Svolgimento del gioco
Il giocatore di turno (ad iniziare da quello alla destra del mazziere) ha diverse opzioni: 
- Può decidere di non cambiare nessuna carta, ritenendo di aver un buon punteggio in mano e quindi obbligatoriamente bussare (solo se qualcuno non l'ha già fatto).
- Può cambiare una, due, tre o tutte e quattro le carte in suo possesso con quelle poste inizialmente al centro e scoperte dal mazziere, allo scopo di migliorare il suo punteggio. Nel caso in cui decidesse di cambiarle tutte, dovrà obbligatoriamente bussare (sempre e solo se qualcuno non l'ha già fatto prima).
- Solo se non ha scambiato o se ha scambiato meno di quattro carte con il monte degli scarti, ha la facoltà di decidere di riporre, coperta sotto il mazzo delle carte non distribuite, una delle sue carte in dotazione e, solo successivamente, pescarne un'altra dall'estremità superiore dello stesso mazzo. Attenzione: non è consentito pescare prima la carta dal mazzo e poi riporre una delle proprie carte a scelta al di sotto di esso, né tanto meno pescare prima dal mazzo e successivamente effettuare scambi con le carte scoperte al centro. Una volta pescata una carta dal mazzo, indipendentemente dal fatto che si siano effettuati o meno scambi con il monte degli scarti in precedenza, il turno passa al giocatore successivo.

Normalmente la mano termina quando un giocatore, avendo un buon punteggio, decide di "bussare". La bussata è un segnale per avvertire gli altri partecipanti che quello in corso è l'ultimo giro di quella mano. La mano infatti termina quando il giocatore alla sinistra di chi ha bussato ha scambiato le sue carte o ha pescato dal mazzo, a questo punto chi ha bussato non può più scambiare o pescare. Si ricorda che per bussare non bisogna né pescare né scambiare nel proprio turno oppure bisogna scambiare tutte le carte in dotazione con le quattro a terra.
A questo punto tutti i giocatori scoprono il proprio gioco: chi fra tutti ha il punteggio inferiore paga uno dei gettoni al tavolo e il gioco riprende con una nuova smazzata e il nuovo mazziere sarà il giocatore seduto alla destra del precedente distributore. In caso di parità tra due o più punteggi inferiori ognuno di loro pagherà un gettone al tavolo.
Ci sono due casi in cui il turno si interrompe e tutti devono scoprire le carte senza possibilità di proseguire il giro: 
- Se un giocatore totalizza 44 punti, ovvero fa Mambassa (quattro assi). In tal caso tutti i giocatori sono costretti a pagare un gettone, indipendentemente dai propri punteggi.
- Se un giocatore fa Quarantuno. In questo caso paga solo il punteggio più basso (o i punteggi più bassi), ma chi ha dichiarato il Quarantuno prenderà un gettone dal piatto e lo riporrà insieme agli altri già in suo possesso.

Quando un giocatore ha perso i tre gettoni, esce dal gioco che prosegue di smazzata in smazzata fino a che vengono eliminati tutti i giocatori meno uno che è il vincitore ed incassa il valore di tutti i gettoni persi dagli avversari.
Se i giocatori sono ridotti a due e presentano uguale punteggio, soccombe chi non ha distribuito (a meno che non abbiano entrambi un punteggio pari o superiore a 38,5. In tal caso si farà riferimento ai criteri menzionati al punto 1.3.1 per stabilire il vincitore).